# Quiero volver
Quiero volver è il secondo album in studio della cantante argentina Tini, pubblicato il 12 ottobre 2018.

## Antefatti
Dopo aver lanciato l'album Tini, Tini Stoessel ha iniziato il suo tour mondiale, alla fine del quale ha dichiarato di aver già iniziato a lavorare al suo secondo album. Andrés Torres, già produttore della canzone di successo Despacito di Luis Fonsi, ha prodotto l'album. A novembre 2017 Tini è andata a Los Angeles e ha registrato il suo secondo album, abbandonando il personaggio di Violetta ed il suo lato più pop per affacciarsi verso il genere latino e il reggaeton. Insieme a Andrés Torres e altri compositori, Tini ha contribuito alla composizione delle canzoni dell'album.

## Tracce
1. Quiero volver (con Sebastián Yatra) – 4:48
2. Flores – 3:21
3. Princesa (con Karol G) – 3:23
4. Like That – 2:54
5. Por qué te vas (con Cali y el Dandee) – 3:27
6. Waves – 3:10
7. Consejo de amor (con Morat) – 3:19
8. Never Ready – 3:30
9. Love Is Love – 2:57
10. Te quiero más (con Nacho) – 3:25
11. Respirar – 3:05